# Todo el poder
Todo el poder és una pel·lícula mexicana còmica de 2000 dirigida per Fernando Sariñana. La pel·lícula pretén ser una comèdia de denúncia sobre la inseguretat, corrupció i impunitat que priva en les zones urbanes.

## Argument
Després de ser assaltat diverses vegades, un documentalista (Demián Bichir) decideix investigar a un policia (Luis Felipe Tovar) per a descobrir qui està darrere dels delictes. Sofia (Cecilia Suárez), una aspirant a actriu desocupada, ajuda a Gabriel a desembolicar una complicada xarxa de corrupció que es dedica al robatori.

## Repartiment
- Demian Bichir com Gabriel.
- Cecilia Suárez com Sofía Álvarez.
- Luis Felipe Tovar com el Comandante 'Elvis' Quijano.
- Rodrigo Murray com Martín.
- Diego Luna como Esteban.
- Ximena Sariñana com Valentina.
- Carmen Salinas com Doña Cleo.

## Banda sonora
Les cançons de la banda sonora de la pel·lícula eren de bandes punteres en aquells moments com Plastilina Mosh, Manu Chao, Liquits, La Iguana, Ozomatli, El Gran Silencio, Molotov, Azul Violeta, Titán i Johnny Laboriel.